# Justin Sheil
Justin Sheil CB, 1877 (* 2. Dezember 1803 in Bellevue House, bei Waterford, Irland; † 17. April 1871 in London) war ein schottisch-britischer Diplomat und Soldat.

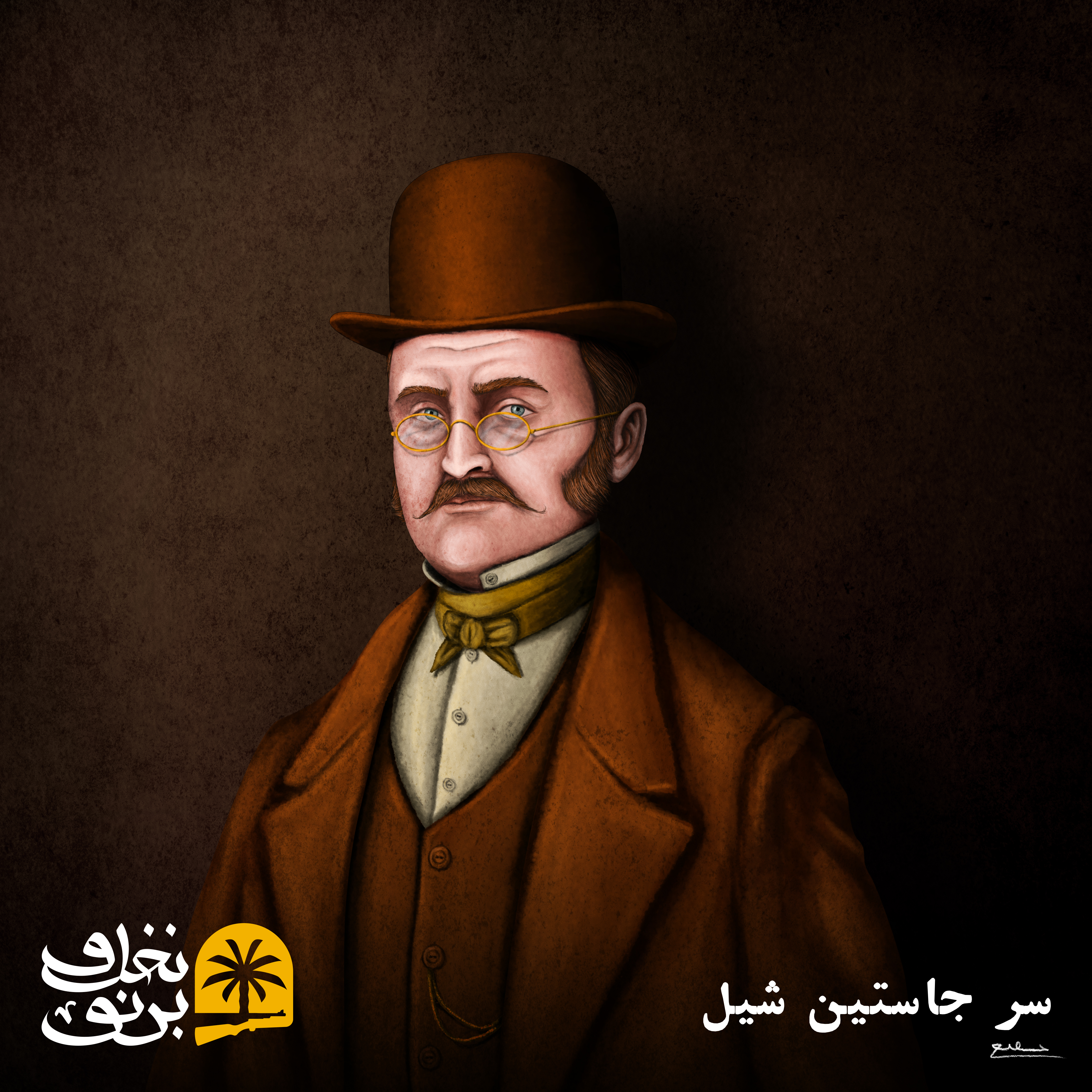
Sir Justin Shiel

## Leben
Justin Sheil war der Sohn von Edward Shiel (1808–1878) und Bruder von Richard Lalor Sheil. 1856 veröffentlichte Lady Sheil Glimpses of Life and Manners in Persia, ein Werk zu dem ihr Ehemann beitrug.
Justin Sheil wurde 1802 von der Royal Navy rekrutiert, wo er 1885 zum Captain befördert wurde.
Justin Sheil wurde 1819 zum East India Company's 3rd Bengal (Native) Infantry Regiment rekrutiert. Justin Sheil machte eine Ausbildung bei der Britischen Ostindien-Kompanie.
Justin Sheil ging 1834 als Militärberater nach Persien half Mohammed Schah 1834 bis 1848 auf den Thron. 1835 wurde er zum Sekretär der britischen Gesandtschaft in Teheran ernannt.
1838 ließ Mohammed Schah mit russischen Militärberatern Herat belagern. Aus der Perspektive von Britisch-Indien nahm die Stadt an der Seidenstraße eine strategische Schlüsselposition ein, welche der Gouverneur von Britisch-Indien George Eden, 1. Earl of Auckland, am besten durch die Installation eines unabhängigen Regenten unter britischen Schutz gesichert sah. Die britische Mission in Persien wurde, unter William Taylour Thomson, nach Erzurum abgezogen, die diplomatischen Beziehungen unterbrochen und der erste anglo-afghanische Krieg entwickelt.
1839 kehrte die britische Mission zurück und Justin Sheil wurde mit ihrer Leitung betraut. Der Grenzverlauf zwischen dem Osmanischen und dem persischen Reich wurde im Vertrag von Qasr-e Schirin festgelegt. Im September 1843 diskutierte Sheil mit dem Resident von Busher Captain Colonel Arnold Burrowes Kemball CB, ob Mohammerah zum persischen oder Osmanischen Reich zu zählen sei und vermittelte den 1847 den Treaty of Erzurum.
George Hamilton-Gordon, 4. Earl of Aberdeen ernannte Sheil 1844 zum außerordentlichen Gesandten und Ministre plénipotentiaire in Persien.
Die persische Regierung von Mohammed Schah warf Sheil vor, er sei der erste britische Gesandte, der seine Mission zur Zuflucht für unzufriedene Personen, Unruhestifter und gefährliche Charakter gemacht hätte.
Sheil wird als sensibel und gut informiert beschrieben.
Er schrieb Bücher über Kurden, Gläubige des Nestorius und Türken.
1847 heiratete er Mary Leonora Woulfe (* 1825 at Tiermaclane, Ennis, County Clare, Ireland; † 1869). Sie veröffentlichte 1856 Glimpses of Life and Manners in Persia, wozu Justin Sheil Beiträge lieferte.
1850 berichtet Sheil an Henry John Temple, 3. Viscount Palmerston von der Execution of the Báb. der Hinrichtung des Bab.
1855 kehrte Sheil nach Bombay zurück.
| Vorgänger    | Amt                                         | Nachfolger      |
| ------------ | ------------------------------------------- | --------------- |
| John McNeill | Britischer Botschafter in Teheran 1839–1847 | Francis Farrant |